# Desmidium gracileps
Desmidium gracileps là một loài Song tinh tảo trong họ Desmidiaceae, thuộc chi Desmidium.